# Liste jugoslawischer Schriftsteller
Liste von Schriftstellern, die für die jugoslawische Literatur von Bedeutung waren und sind
- David Albahari (1948–2023)
- Ivo Andrić (1892–1975)
- Vladimir Gligorov
- Ivan Ivanji (1929–2024)
- Danilo Kiš (1935–1989)
- Zlatko Krasni
- Miroslav Krleža (1893–1981)
- Mihajlo Mihajlov (1934–2010)
- Amira Nimer
- Mehmed Selimović (1910–1982)
- Mladen Slovac
- Dejan Stojanović (* 1959)
- Aleksandar Tišma (1924–2003)
- Vitomil Zupan